# Grato (nome)
Grato  è un nome proprio di persona italiano maschile.

## Varianti
- Maschili: Grado[1]
- Femminili: Grata[1]

## Origine e diffusione
Deriva dal tardo latino Gratus (femminile Grata), soprannome e poi nome affettivo che ricalca l'omonimo aggettivo gratus ("gradito", "ben accetto", "caro", o "grato", "riconoscente").
L'uso in italiano moderno è scarso; negli anni 1970 si contavano meno di cinquecento occorrenze del nome, varianti incluse, accentrate nell'alto Piemonte per la forma base e nel Bergamasco per il femminile, riflesso del culto rispettivamente per il santo vescovo aostano e per la santa vedova bergamasca.

## Onomastico
L'onomastico si può festeggiare in memoria di più santi, alle date seguenti:
- 1º maggio, santa Grata, vedova di Bergamo[2][3]
- 7 settembre, san Grato, vescovo di Aosta[3][4]
- 8 ottobre, san Grato, vescovo di Chalon-sur-Saone[3][4]
- 16 ottobre, san Grato, eremita a Capdenac e martire con sant'Assunto[3]
- 19 ottobre, san Grato, vescovo di Oloron[3][4]
- 5 dicembre, san Grato, martire a Tagura in Numidia sotto Diocleziano con altri dodici compagni[2][4]

## Persone
- Grato, vescovo di Aosta
- Grato, vescovo di Cartagine
- Grato Albertolli, decoratore svizzero